# Bridgette Kerkove
Bridgette Kerkove (Los Angeles, Kalifornia, USA, 1977. február 8. –) amerikai pornószínésznő, rendező és producer.
Bridgette Kerkove eredeti neve Patricia Lynn Felkel. További nevei: Bridgitte, Brigette Kerkove, Bridgette Kerkov, Bridget Kerkova, Brigette, Bridget Kerkove, Bridgett Kerkove. 1998-ban csatlakozott a felnőtt szórakoztató iparhoz, több száz filmben szerepelt már. 2001-ben kezdett rendezni is, olyan cégeknek dolgozott mint Metro Studios és No Boundaries. 163 centiméter magas. 2001-ben egy időre abbahagyta a filmezést. 2002 októberében elnyerte a Legjobb Amerikai Színésznő Díját. 2002 elején visszatért a felnőtt szórakoztató iparba. 1999 januárjától készít szexfilmeket. 2002 Január 10-ikén adta ki a leghíresebb filmjét a szex a parton címmel.

## Válogatott filmográfia
- 2011 Jenna Is Timeless
- 2010 Your Mom Can Stick This Up Her Ass
- 2007 Bad Ass Bridgette 2
- 2007 Just Facials 5
- 2007 Mayhem Explosions 7
- 2007 No Man’s Land: Girls in Love
- 2001 Wonderland
- 2001 Extreme Doggie 9
- 2001 Every Man’s Fetish 12
- 2001 Forbidden Lust
- 2001 Blonde, Dumb & Full of Cum 10
- 2001 Big and Small 2
- 2001 Magic Touch 2